# KL Draco
KL Draco – nowa karłowata, ciasny układ podwójny składający się z dwóch białych karłów. Układ ten znajduje się w gwiazdozbiorze Smoka. Oba składniki tego układu to nietypowe białe karły składające się głównie z helu.
Gwałtowne wybuchy KL Draco zostały zaobserwowane przez zespół astronomów kierowany przez dr Gavina Ramsaya z Obserwatorium Armagh. Para białych karłów okrąża się w ciągu 25 minut. Wybuchy układu zachodzą regularnie i przewidywalnie co dwa miesiące. Gwiazdy tego układu dzieli odległość o połowę mniejsza od tej, w jakiej Księżyc okrąża Ziemię. Tak niewielka odległość powoduje, że zewnętrzne warstwy atmosfer gwiazd przekroczyły granicę Roche'a, więc hel przepływa z lżejszego składnika układu na masywniejszy.
Strumień helu opada na masywniejszy składnik z prędkością rzędu milionów km/h. Większość gazu zostaje gęsto upakowana w wirującym dysku akrecyjnym wokół masywniejszego składnika, a tylko niewielka jego część opada na samą gwiazdę. Ten opad materii jest przyczyną delikatnego świecenia gwiazdy w szerokim zakresie widma, w paśmie od optycznego przez ultrafioletowe po rentgenowskie. Jednak co dwa miesiące przepływający gaz w dysku gwałtownie eksploduje, dodatkowo ponad dziesięciokrotnie rozjaśniając cały układ KL Draco.